# 50 Tore in 50 Spielen
50 Tore in 50 Spielen ist eine besondere Leistung in der nordamerikanischen Eishockeyliga National Hockey League. Um diese Leistung zu vollbringen, muss ein Spieler in den ersten 50 Spielen einer NHL-Saison mindestens 50 Tore erzielen. Diese Marke gilt als ein Indikator für die besten Stürmer aller Zeiten. Um zu sehen, wie herausragend diese Leistung ist, kann man sich die Saisons 2003/04 und 2005/06 ansehen, als den Torschützenkönigen nur 41 bzw. 56 Tore in 82 Spielen gelangen.
Die NHL legt allerdings die Regel für diese Marke so aus, dass ein Spieler in den ersten 50 Spielen seines Teams die 50 Tore schießen muss und nicht in seinen ersten 50 Spielen einer Saison. Acht Mal ist dieses Kunststück fünf verschiedenen Spielern gelungen.

## Maurice Richard
- 1944/45: 50 in 50 Spielen (50 in 50)

In der Saison 1944/45 hatte die Saison einen Spielplan, der für jede Mannschaft 50 Spiele vorsah. Maurice Richard von den Montréal Canadiens gelang es in dieser Saison als erstem Spieler der NHL-Geschichte, die Marke von 50 Toren in 50 Spielen zu erreichen. Dies sollte in den folgenden 35 Jahren keinem anderen Spieler mehr gelingen, weshalb Richard unter vielen Experten als der beste Torschütze aller Zeiten gilt. Es gab aber auch Kritiker, die darauf hinwiesen, dass mehrere Spieler nicht an der Saison teilnehmen konnten, weil sie im Zweiten Weltkrieg für ihr Land dienten und die Liga somit nur schwach besetzt gewesen sei. 1999 wurde zu seinen Ehren die Maurice Richard Trophy für den besten Torschützen der NHL-Saison eingeführt.

## Mike Bossy
- 1980/81: 50 in 50 Spielen (50 in 50)

Die New York Islanders waren zu Beginn der achtziger Jahre das dominierende Team der NHL und in ihren Reihen stürmte Mike Bossy. Nachdem viele Experten behauptet hatten, dass die „50 in 50“-Marke nie wieder erreicht werde, bewies Bossy das Gegenteil. Im 50. Saisonspiel der Islanders in der Saison 1980/81 hatte Bossy bis fünf Minuten vor Schluss nur 48 Tore auf seinem Konto, traf aber in den Schlussminuten doppelt und erreichte als erst zweiter Spieler die magische Marke. Er beendete die Saison mit 68 Treffern in 79 Spielen.

## Wayne Gretzky
- 1981/82: 61 in 50 Spielen (50 in 39)
- 1983/84: 61 in 50 Spielen (50 in 42)
- 1984/85: 53 in 50 Spielen (50 in 49)

Während zwischen Richards und Bossys Glanzleistung 36 Jahre lagen, sollten zwischen Bossy und dem Spieler, der als Nächstes das Kunststück vollbrachte, nicht mal 365 Tage liegen. Viele priesen immer noch Bossys „50 in 50“, doch Wayne Gretzky von den Edmonton Oilers machte sich in der Saison 1981/82 daran diese Marke regelrecht zu pulverisieren. Nach 37 Spielen hatte er bereits 41 Tore. Im 38. Saisonspiel der Oilers traf Gretzky vier Mal um seine Torausbeute auf 45 Tore auszubauen und erreichte mit fünf Toren im nächsten Spiel die Marke von 50 Toren. Richard und Bossy hatten noch die volle Anzahl von 50 Spielen benötigt um 50 Tore zu erzielen, Gretzky reichten 39. Zu diesem Zeitpunkt der Saison lagen alle anderen Spieler unter 30 Toren. Gretzky stellte zum Ende der Saison mit 92 Treffern einen neuen NHL-Rekord auf, der bis heute Bestand hat.
1983/84 gelang es Gretzky in 42 Spielen 50 Mal zu treffen, 1984/85 benötigte er 49 Spiele.

## Mario Lemieux
- 1988/89: 54 in 50 Spielen (50 in 46)

Mario Lemieux konnte als zweiter Spieler in der Geschichte der NHL 50 Tore in weniger als 50 Spielen erzielen. 1988/89 brauchte Lemieux 44 Spiele um 50 Tore zu schießen, allerdings wurden offiziell 46 Spiele notiert, da die Anzahl der Spiele seines Teams Pittsburgh Penguins für diese Leistung gewertet wurden und Lemieux zwei Spiele gefehlt hatte.

## Brett Hull
- 1990/91: 52 in 50 Spielen (50 in 49)
- 1991/92: 50 in 50 Spielen (50 in 50)

Bereits sein Vater Bobby gehörte zu den besten Stürmern der NHL, doch es war Brett Hull, der die „50-in-50“-Marke zweimal knackte. 1990/91 traf er im 49. Spiel seiner St. Louis Blues zum 50. Mal in der Saison, 1991/92 schaffte er es erst im 50. Spiel.

## Inoffizielle „50-in-50“-Schützen
Es gab einige Spieler, die 50 Tore in ihren ersten 50 Spielen einer Saison schossen, deren Leistung aber nicht offiziell anerkannt wurde, weil sie die Tore nicht in den ersten 50 Spielen ihres Teams erzielt hatten.
- Jari Kurri von den Edmonton Oilers traf 1984/85 in 50 Spielen 50 Mal, allerdings war sein 50. Spiel bereits das 53. Saisonspiel der Oilers. Insgesamt schoss er 71 Tore in diesem Jahr
- Alexander Mogilny von den Buffalo Sabres schoss 1992/93 50 Tore in 46 Spielen. Doch er hatte zu dem Zeitpunkt bereits in sieben Spielen gefehlt und die Sabres somit schon 53 Spielen bestritten. Immerhin konnte er die Saison mit 76 Toren beenden.
- Mario Lemieux schoss in der Saison 1992/93 50 Tore in 48 Spielen. Während der Saison wurde bei ihm jedoch Krebs diagnostiziert und er musste für 24 Spiele aussetzen. Sein 50. Tor schoss er deshalb erst im 72. Spiel seiner Mannschaft. Am Ende der Saison hatte er 60 Spiele absolviert und 69 Tore geschossen. 1995/96 traf er im 50. Spiel zum 50. Mal, aber seine Mannschaft hatte schon 59 Spiele bestritten.
- Cam Neely schoss seine 50 Tore in der Saison 1993/94 in 44 Spielen, womit nur Wayne Gretzky schneller war. Neely hatte aber mit Verletzungen in der Saison zu kämpfen gehabt und daher das 50. Tor im 66. Spiel seines Teams, den Boston Bruins, erzielt.

### Knapp verpasst
- Bobby Hull von den Chicago Blackhawks schoss sein 50. Tor im 52. Spiel (1965/66)
- Charlie Simmer von den Los Angeles Kings schoss sein 50. Tor im 51. Spiel (1980/81)
- Mario Lemieux von den Pittsburgh Penguins schoss sein 50. Tor im 51. Spiel (1987/88)
- Bernie Nicholls von den Los Angeles Kings schoss sein 50. Tor im 51. Spiel (1988/89)